# IRC +10216
CW Лева або IRC +10216 є найбільш вивченою вуглецевою зіркою, яка розташована на відстані 650 світлових років від Землі в сузір'ї Лева. Попри велетенські розміри (її радіус більш ніж втричі перевищує відстань від Землі до Сонця), в оптичному діапазоні вона сяє дуже тьмяно і тому її можна побачити лише у великі телескопи. Зірка оточена товстою оболонкою пилу. В результаті цього основна випромінювана енергія припадає на інфрачервоний діапазон: IRC-10216 є найяскравішим об'єктом у небі на довжині хвилі 10 мкм.
Близько мільярда років тому ця зірка вичерпала своє водневе паливо, полишила головну послідовність діаграми Герцшпрунга—Рассела і перетворилася на червоного гіганта. З часом в її ядрі, яке стиснулось і від того сильно нагрілось, почався синтез карбону й оксигену, який нині вже підійшов до кінця. В недалекому майбутньому (через 10 000 — 30 000 років) вона має скинути свої зовнішні шари і дати початок планетарній туманності, яка ще через кілька десятків тисяч років охолоне, згасне і розсіється в просторі. Від зірки залишиться лише оксигенно-карбонний білий карлик.
IRC + 10216 вже близька до своєї фінальної стадії, про що свідчать як висока інтенсивність викидів її речовини в навколишній простір (зірка щорічно втрачає 4 × 1022 тонн, що відповідає двом тисячним часткам відсотка маси Сонця), так і сильні пульсації її поверхні. Саме це й дозволяє стверджувати, що IRC + 10216 досягла заключної стадії життєвого циклу зірок із масами від 0,6 до 8 сонячних. На діаграмі Герцшпрунга-Рассела цьому етапу відповідає ділянка, відома як асимптотична гілка гігантів, АГГ.
Спостереження, виконані в субміліметровому діапазоні супутником SWAS ( en: Submillimeter Wave Astronomy Satellite), виявили інтенсивне світіння в спектральних лініях, що відповідають випромінюванню водяної пари, кількість якої, за попередньою оцінкою, наближається до чотирьох земних мас. Вуглець легко утворює хімічні зв'язки, тому в атмосфері IRC +10216 відкрито понад 70 сполук цього елемента. З іншого боку молекул води в помітній концентрації там бути не повинно, оскільки для води потрібен кисень, що присутній переважно в зв'язаному стані в складі молекул монооксиду вуглецю CO (вони мають велику енергією зв'язку, що дорівнює 11 еВ, а тому дуже стійкі). Для інших оксидів, у тому числі й води, у зірки кисню практично не залишається. Одразу ж виникла гіпотеза про те, що активність центральної зірки випаровує воду з хмари комет, що оточують зірку, подібної до кометного поясу Койпера, що оточує наше Сонце, попри те, що ніяких даних спостережень про наявність такого поясу (або, як інший можливий варіант, аналога навколосонячної кометної хмари Оорта) не було. Однак цю гіпотезу підкріплювала обставина, що наявність молекул H2O виявили завдяки присутності єдиної спектральної лінії, що відповідає переходу між двома низькоенергетичними електронними рівнями цих молекул, які добре заповнені за низьких температур. Це і дало підставу вважати, що в атмосфері IRC +10216 є лише холодна водяна пара, яка й справді могла б виникнути через випаровування кометного льоду.
Однак, європейська космічна обсерваторія «Гершель», запущена 14 травня 2009 року виявила десятки спектральних ліній молекул водяної пари. Багато з цих ліній виявилися лініями випромінювання, що народжується при переході між сильно збудженими станами цих молекул. Якщо припустити, що це збудження має теплову природу, то температура водяної пари в атмосфері зірки IRC +10216 доходить до 1 000 К Така пара може міститись лише в глибинах зоряної атмосфери, куди практично неможливо потрапити кометам. На думку авторів статті, кисневу сировину для виникнення молекул води постачає дисоціація квантами ультрафіолетового випромінювання деяких оксидів — переважно монооксиду важкого ізотопу карбону 13CO і монооксиду кремнію SiO (вуглець з атомною вагою 12 погано піддається  фотодисоціації). Вивільнені атоми кисню вступають у реакції O+ H2 → OH+H і OH+H2 → H2O+H, які й призводять до народження молекул води. Такі реакції проходять з відчутною швидкістю лише при температурах, що набагато вищі від 300 К, тобто лише в глибинних шарах зоряної атмосфери. Розрахунки вказують на те, що подібні процеси пояснюють спостережувану інтенсивність спектральних ліній гарячої водяної пари.
Однак, у цій гіпотезі виникає питання про джерело ультрафіолету. На думку авторів, його постачає міжзоряне середовище. І хоча зоряна атмосфера сильно поглинає ультрафіолетове випромінювання, не допускаючи його у свої внутрішні зони, учені, припускають, що сама атмосфера дуже неоднорідна, і в ній регулярно виникають (швидше за все, завдяки пульсаціям) області зі зниженою щільністю, більш-менш відкриті для ультрафіолету. Їх обчислення показують, що гарячої пари в атмосфері зірки не так вже й багато — близько десятих часток відсотка земної маси.